# タクシー (ピンボール)
『タクシー』(TAXI)は、米ウィリアムス社が1988年に発売したピンボールマシン。 
同社のピンボールとしてははじめて16字分のディスプレイを搭載した。ディスプレイは上下2列あり、過去4人のハイスコアを確認できる。

## 概要
乗客を自分のタクシーに乗せて運んでいくゲーム。乗客はドラキュラ伯爵、サンタ、ゴルビー、ローラ（またはマリリン）、ピンボットの5人。どの乗客が現在乗車しているかはプレイフィールド上のランプから確認できる。
乗客5人をすべて乗せられるとジャックポットに突入する。一定時間が過ぎるとジャックポットは終了し、その後は乗客を降ろしていく。5人全員を降ろし終えると再度ジャックポットとなる。
ボールがアウトホールに落ちるとそれまでに乗せていた乗客はリセットされる。しかしキャーリーパッセンジャーターゲットを事前に倒していれば乗客を引き継ぐことが可能。

## マリリン
初期バージョンの乗客には金髪で赤いドレスの「マリリン」がいた。しかしマリリンモンローの肖像権でトラブルになることをウィリアムス社は恐れ、後のバージョンでは「ローラ」という別の乗客に置き換えられた。ローラは顔やドレスはマリリンと変わりないが、髪が茶色または赤色である。
「マリリン」が「ローラ」に置き換えられるまでに少なくとも200台のタクシーが出荷されたといわれている。
同ゲームのデザイナーであるマーク・リッチーは『The Pinball Compendium（ピンボール大要）』内にて、「ローラ」はキンクスの曲から取ったと述べている。キンクスの「ローラ」は女装した男性である。バックグラスに描かれたローラは腕に筋肉がついており、それが命名元と一致するともマークは述べている。 

## キャッチコピー
"Get ready for the taxi everyone's going to be lining up for!"
「タクシーを準備して！ みんなが待っている！」
"The one taxi Lola, Gorbie, Santa, Dracula... and operators everywhere are hailing!"
「ローラ、ゴルビー、サンタ、ドラキュラ……あらゆる人がタクシーを呼んでいる！」
"The one taxi Marilyn, Gorbie, Santa, Dracula... and operators everywhere are hailing!"
「マリリン、ゴルビー、サンタ、ドラキュラ……あらゆる人がタクシーを呼んでいる！」

## 移植
タクシーは以前『The Pinball Arcade』にてデジタル版が配信されていたが、2018年6月30日にウィリアムス社のライセンスが切れたため現在はダウンロード不可、ストア内からも削除されている。しかしそれ以前にダウンロードしていたユーザーであれば引き続き遊ぶことができる。
『PinballHall of Fame: The Williams Collection』にもタクシーは収録されている。
Visual Pinballで配信されているタクシーはあくまで複製品であり、ライセンスが下りているわけではない。